# 非洲東部高地

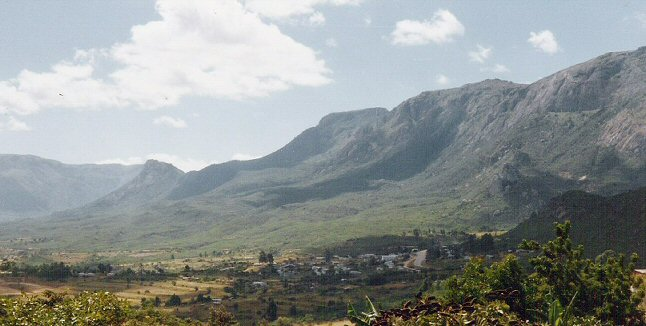

非洲東部高地是東非的山脈，位於津巴布韋東部，最高點是海拔高度2,592米的伊尼揚加尼山，該地區人迹罕至，是多種壁虎、蜥蜴、青蛙和蛇類的棲息地。
18°43′23″S 32°50′31″E / 18.723°S 32.842°E